# زبادي بلغاري
الزبادي البلغاري (بالبلغارية: кисело мляко)‏ هي نوع من الزبادي المُعد من اللبن المخمر ويعد الزبادي البلغاري النوع الأكثر شيوعًا وشهرة من الزبادي في العالم وهي نادرة لأنها تصنع في بلغاريا فقط ولا يمكن صناعتها في أي مكان آخر في العالم بسبب أن البكتيريا المستخدمة في أعدادها لا توجد سوى في هواء بلغاريا فقط، يعتبر البلغار الزبادي البلغاري رمز قومي ومصدر فخر عندهم بسبب شهرتها وندرتها.